# سواحل آلانیا
ساحل کلئوپاترا در غرب شبه جزیره تاریخی و در روبروی غار داملاتاش قرار دارد. ساحل کلئوپاترا شبیه به یک استخر کوچک است که دارای دریا و ساحل شنی است.
خلیج کوچک این ساحل که به سمت شبه جزیره گسترش یافته کلئوپاترا نام دارد. بر طبق اساطیر کلئوپاترا پرنسس مصری زمانی که با کشتی خود در دریا سفر می کرد در آلانیا توقف نمود و در این خلیج شنا کرد. ویژگی خاص ساحل کلئوپاترا شفافی بسیار آب آن است. مردمی که علاقه به یک شنای طولانی دارند می توانند در امتداد ساحل تا غار Fosforlu که زیر شبه جزیره قرار دارد شنا کنند. ساحل کلئوپاترا از نظز زیست محیطی و کیفیت آبی و امنیت و خدمات آن دارای نشان پرچم آبی (Blue Flag) می باشد.

## ساحل کیقباد
ساحل کیقباد در شرق شبه جزیره قرار دارد و از سه کیلومتری ساختمان شهرداری شروع می شود. دریا و ساحل آن شنی است. در برخی قسمت ها صخره نیز دیده می شود.
به دلیل وجود پارک ها و فضای سبز در طول ساحل ای ساحل به نام ساحل Begonvil نیز نامیده شده است و مانند ساحل کلئوپاترا یک ساحل عمومی است. این ساحل نیز دارای نشان پرچم آبی (Blue Flag) می باشد. دیگر ساحل های آلانیا ساحل Damtalas , Konakli , Incekum , Alara , Avsallar , Fuga نام دارند.